# Quadraceps hemichrous
Quadraceps hemichrous är en insektsart som först beskrevs av Nitzsch in Giebel 1866.  Quadraceps hemichrous ingår i släktet Quadraceps och familjen fjäderlöss. Inga underarter finns listade i Catalogue of Life.